# یووال نوح هراری
یووال نوح هراری (به عبری: יובל נח הררי) (زاده ۲۴ فوریهٔ ۱۹۷۶) پروفسور، روشن‌فکر، تاریخ‌دان، نظریه‌پرداز و پدیدآور اسرائیلی و نیز استاد تاریخ دانشگاه عبری اورشلیم است که سه‌گانه پرفروش انسان خردمند: تاریخ مختصر بشر، انسان خداگونه: تاریخ مختصر آینده، و ۲۱ درس برای قرن ۲۱ را نوشته‌است.
کسانی چون بیل گیتس و باراک اوباما نوشته‌های یووال هراری را ستوده‌اند. او در سال ۲۰۱۸ کتاب بیست‌ویک درس برای سده بیست‌ویکم را منتشر کرد. تازه‌ترین کتاب او، نکسوس نام دارد که در سال ۲۰۲۴ منتشر شد.

## زندگی
هراری در ۲۴ فوریه ۱۹۷۶ در شهر کریات آتا در شمال اسرائیل در یک خانوادهٔ سکولار یهودی با ریشه‌هایی از اروپای شرقی و لبنان زاده شد. او دارای مدرک دکترای تاریخ از دانشگاه آکسفورد می‌باشد و هم‌اکنون در دانشگاه عبری اورشلیم تدریس می‌کند. یووال نوح هراری آشکارا همجنسگراست. او با همسرش، ایتزیک یهو که مدیر برنامه‌هایش نیز هست و او را «اینترنتِ همه‌چیزِ من» می‌خواند، در سال ۲۰۰۲ آشنا شد. آن‌ها در یک مراسم سنتی در شهر تورنتو در کانادا ازدواج کردند و هم‌اکنون در دهکده کرمی یوسف در استان مرکز اسرائیل زندگی می‌کنند. او از ژانویه ۲۰۱۹، تلفن هوشمند ندارد. نوح هراری یک گیاهخوار نیز هست.
نوح هراری که مراقبه ویپاسانا انجام می‌دهد و آن را از سال ۲۰۰۰ در آکسفورد آغاز کرده‌است، می‌گوید این مراقبه زندگی او را دگرگون ساخته‌است. وی هرروز دو ساعت مدیتیشن می‌کند؛ یک ساعت پیش از شروع کار و یک ساعت پس از پایان آن.
هراری که یک مربی مدیتیشن است، سالی ۳۰ روز یا بیشتر را در سکوت و در نبود هیچ کتاب و رسانه اجتماعی، به عزلت‌نشینی و مراقبه می‌پردازد.

## دیدگاه‌ها
یووال هراری به اوضاع و شرایط کنونی و آینده انسان خردمند علاقه‌مند است. بیش‌تر پژوهش‌های او پاسخ به پرسش‌های تاریخی در مقیاس کلان اند: چه ارتباطی میان تاریخ و زیست‌شناسی وجود دارد؟ تفاوت‌های بنیادین میان انسان‌ها و دیگر جانوران چیست؟ آیا تاریخ به سمت و سوی خاصی گرایش دارد؟ از کجا آمده‌ایم و به کجا می‌رویم؟
در سال ۲۰۱۷ یووال هراری در مقاله‌ای بیان کرد، که با ادامهً پیشرفت در فناوری و به‌ویژه در زمینهٔ هوش مصنوعی تا سال ۲۰۵۰ طبقه اجتماعی تازه‌ای در میان مردم به نام طبقه بدون استفاده پدیدار خواهد شد. انسان‌هایی که بیکار نیستند، بلکه استخدام‌نشدنی اند. او همچنین می‌افزاید، که مواجهه و رسیدگی به مشکلات این طبقه اجتماعی تازه از نظر سیاسی و اجتماعی و اقتصادی یکی از چالش‌های بزرگ بشر در آینده است.
او دربارهٔ رفاه جانوران به‌ویژه حیوانات اهلی بارها سخنرانی کرده و یک گیاهخوار است. او در نوشتاری در روزنامهٔ گاردین با نام کشاورزی صنعتی یکی از بزرگ‌ترین جنایت‌ها در طول تاریخ است می‌گوید: سرنوشت جانورانی که به شیوهٔ صنعتی پرورش داده می‌شوند، یکی از بزرگ‌ترین مسئله‌های اخلاقی این دوره است.

## جوایز و افتخارات
هراری دو بار در سال ۲۰۰۹ و ۲۰۱۲ به دلیل «خلاقیت و اصالت آثار» جایزهٔ پولونسکی را دریافت کرده‌است. همچنین در سال ۲۰۱۱ به دلیل نگارش مقالاتی در بارهٔ تاریخ نظامی، جایزهٔ انجمن تاریخ نظامی مونکادو را دریافت کرد. هراری در سال ۲۰۱۲ مفتخر به عضویت در فرهنگستان علوم اسرائیلی‌های جوان شد.

## کتاب های برگردان شده به فارسی
- انسان خردمند: تاریخ مختصر بشر - برگردان: نیک گرگین - نشر نو - خوانش کتاب صوتی: فرهاد ارکانی - ۱۳۹۶[۱]
- ساپی ینس: گشت و گذاری در تاریخ بشر - برگردان: محسن مینوخرد - نشر چشمه - ۱۳۹۶[۱]
- بیست و یک درس برای قرن ۲۱ - برگردان: نیک گرگین - نشر اینترنتی در تلگرام[۲۲] - خوانش کتاب صوتی: فرهاد ارکانی
- بیست و یک درس برای قرن ۲۱ - برگردان سودابه قیصری - نشر روزنه[۱] - ۱۳۹۷
- انسان خداگونه: تاریخ مختصر آینده - برگردان: زهرا عالی - نشر نو - ۱۳۹۷[۱]
- انسان خداگونه: تاریخ مختصر آینده - برگردان: نیک گرگین - نشر اینترنتی در تلگرام[۲۲] - خوانش کتاب صوتی: فرهاد ارکانی - شهریور ۱۴۰۰
- پول - برگردان: محمدرضا فرهادی‌پور - نشر اینترنتی در تلگرام[۲۲] - خوانش کتاب صوتی: ح. پرهام - مهر ۱۴۰۰
- پول - برگردان: مهدی نمازیان - نشر نون[۱] - ۱۳۹۸
- تاریخ مصور بشر جلد اول (تولد انسان) - برگردان جواد سروش[۲۳] - نشر آسیم - ۱۴۰۰[۲۴]
- تاریخ مصور انسان خردمند؛ پیدایش انسان - برگردان: ع.کاظمی - نشر ذهن پویا / خوانش کتاب برای انسان خردمند[۲۲] - آبان ۱۴۰۰
- تاریخ مصور انسان خردمند؛ ستون‎های تمدن - برگردان: ع.کاظمی - نشر ذهن پویا / خوانش کتاب برای انسان خردمند[۲۲] - دی ۱۴۰۱
- ما توقف‎ناپذیرها؛ چطور انسان‎ها کره‎ی زمین رو تصرف کردن - برگردان: ع.کاظمی - نشر ذهن پویا / خوانش کتاب برای انسان خردمند[۲۲]  - خوانش کتاب صوتی: فرهاد ارکانی - تیر ۱۴۰۲
- نکسوس؛ تاریخ مختصر شبکه‌های ارتباطی از عصر حجر تا هوش مصنوعی - خوانش کتاب برای انسان خردمند[۲۲]  - خوانش کتاب صوتی: فرهاد ارکانی

## در ایران

### ممنوعیت کتاب‌ها
هم‌اکنون کتاب‌های هراری در ایران ممنوع‌الچاپ هستند و نسخه‌های الکترونیکی شان در نرم‌افزارهای کتاب الکترونیکی قانونی نیز از تابستان ۱۳۹۸ حذف شدند. در ۲۰ آبان ۱۳۹۸ اتحادیه ناشران و کتابفروشان تهران، بدون بیان دلیل، فروش کتاب‌های یووال نوح هراری را در سراسر کشور، ممنوع اعلام کرد.
در سال ۱۴۰۰ نشر آسیم با سانسور و حذف اسم یووال نوح هراری نویسنده کتاب تاریخ مصور بشر (جلد اول) این کتاب را منتشر کرد.